# Réallon
 Réallon  es una comuna y población de Francia, en la región de Provenza-Alpes-Costa Azul, departamento de Altos Alpes, en el distrito de Gap y cantón de Savines-le-Lac.
Está integrada en la Communauté de communes Savinois-Serre Ponçon.

## Demografía
| 307 | 288 | 237 | 179 | 185 | 194 |
| Para los censos de 1962 a 1999 la población legal corresponde a la población sin duplicidades (Fuente: INSEE [Consultar]) |     |     |     |     |     |